# Mihail Voicu
Mihail Voicu, romunski general, * 2. februar 1890, † 17. avgust 1961.